# Michael Schild von Spannenberg
Michael Schild von Spannenberg (* 9. Dezember 1972 in Karlsruhe; geb. Senger) ist ein deutscher Jurist. Er ist seit dem 2. September 2019 Richter am Bundesgerichtshof.

## Leben und Wirken
Schild von Spannenberg war nach Abschluss eines Studiums der Betriebswirtschaftslehre und der Rechtswissenschaft zunächst als Rechtsanwalt tätig. 2007 trat er in den Justizdienst des Landes Rheinland-Pfalz ein. Seine Tätigkeit übte er beim Landgericht Frankenthal aus. Dort wurde er 2011 zum Richter am Landgericht ernannt. 2013 bis 2016 war Schild von Spannenberg als wissenschaftlicher Mitarbeiter an den Bundesgerichtshof, seit Juni 2017 an das Pfälzische Oberlandesgericht Zweibrücken abgeordnet. Dort erfolgte 2018 seine Ernennung zum Richter am Oberlandesgericht. Schild von Spannenberg ist promoviert. 
Das Präsidium des Bundesgerichtshofs wies Schild von Spannenberg zunächst dem vornehmlich für das Bank- und Börsenrecht zuständigen XI. Zivilsenat zu.